# 米村匡人
米村 匡人（よねむら まさと、1960年11月9日 - ）は、日本の政治家。元長野県立科町長（1期）。

## 来歴
兵庫県芦屋市生まれ。1978年（昭和53年）3月、芦屋市立芦屋高等学校卒業。畜産技術を身に着けるため、米国サウスカロライナ州に渡る。
1987年（昭和62年）3月、長野県長和町にある農事組合法人長門牧場に入社。2003年（平成15年）、立科町に移り住む。2007年（平成19年）10月、退職。長和町振興公社を経て、2009年（平成21年）10月、上田市の社会福祉法人に入社。
2015年（平成27年）4月26日に行われた立科町長選挙に立候補し、現職の小宮山和幸との接戦を制し初当選を果たした。4月30日、町長就任。
※当日有権者数：6,267人 最終投票率：79.89%（前回比：pts）
| 候補者名   | 年齢 | 所属党派 | 新旧別 | 得票数  | 得票率 | 推薦・支持 |
| ---------- | ---- | -------- | ------ | ------- | ------ | ---------- |
| 米村匡人   | 54   | 無所属   | 新     | 2,555票 | 51.57% |            |
| 小宮山和幸 | 65   | 無所属   | 新     | 2,399票 | 48.43% |            |

2019年（平成31年）、前町議の両角正芳に敗れ落選。
※当日有権者数：6,135人 最終投票率：76.25%（前回比：-3.64pts）
| 候補者名 | 年齢 | 所属党派 | 新旧別 | 得票数  | 得票率 | 推薦・支持 |
| -------- | ---- | -------- | ------ | ------- | ------ | ---------- |
| 両角正芳 | 66   | 無所属   | 新     | 1,763票 | 38.12% |            |
| 米村匡人 | 58   | 無所属   | 現     | 1,589票 | 34.36% |            |
| 村松浩喜 | 56   | 無所属   | 新     | 1,273票 | 27.52% |            |